# Il cavaliere della rosa
Il cavaliere della rosa (Der Rosenkavalier), è un'opera lirica in lingua tedesca, che venne eseguita la prima volta il 26 gennaio 1911 alla Königliches Opernhaus di Dresda, diretta da Ernst von Schuch. La musica è del compositore tedesco Richard Strauss (op.59b), il libretto dello scrittore austriaco Hugo von Hofmannsthal.

L'opera ottenne subito un successo clamoroso, e dopo la prima viennese di poco successiva, Strauss venne dichiarato "cittadino onorario" di Vienna. Al Wiener Staatsoper la prima rappresentazione fu l'8 aprile dello stesso anno, diretta da Franz Schalk, e da allora l'opera è stata rappresentata novecentosettantacinque volte.
La prima esecuzione in Italia avvenne il 1º marzo 1911 al Teatro alla Scala di Milano, sotto la direzione di Tullio Serafin, con Lucrezia Bori nella traduzione italiana di Ottone Schanzer. Si ebbero fischi e contestazioni, perché una parte del pubblico ritenne la parte dei due intriganti Valzacchi e Annina (nomi italiani) offensiva. Perciò Strauss li modificò in Rys-Galla e Zephyra, nomi levantini. Può perciò ancora oggi capitare di trovare nei libretti questi due nomi.

## Genesi
Hofmannsthal stesso scrisse nel 1927 una prefazione al Cavaliere della rosa, che in quel tempo era già diventato il più grande successo della sua collaborazione con Strauss. Secondo le sue indicazioni, la scaletta venne creata nel marzo del 1909 a Weimar a colloquio con il suo amico il conte Harry Kessler, al quale è dedicata la prima edizione. A causa di questa dedica l'amicizia tra Kessler e Hofmannsthal vacillò. Kessler, che giudicava (probabilmente a ragione) il suo contributo alla creazione molto maggiore di quanto Hofmannsthal volesse ammettere, insistette sulla denominazione "collaboratore", mentre Hofmannsthal nella prima versione lo citava semplicemente come "aiutante". Hofmannstahl alla fine si adeguò a scrivere: "Dedico al Conte Harry Keßler questa commedia, che deve molto alla sua collaborazione". Ancora oggi si discute su quanta parte del Cavaliere della rosa si debba a Keßler.
Dopo la stesura del libretto Hofmannstahl si recò a Berlino, per sottoporre a Strauss un progetto per un'opera comica. "Il suo ascolto fu realmente fertile. Potei sentire come egli distribuiva musica ancora informe a materia appena dotata di forma". Il successivo lavoro comune ebbe luogo nei successivi due anni attraverso scambi di lettere; Strauss ne parla il 16 maggio del 1910, quando è sul punto di cominciare la composizione del terzo atto. La stesura del testo fu completata nel giugno 1910, dopodiché Hofmannsthal lavorò ad esso sporadicamente, con l'intento di concludere la composizione dell'opera. Nel gennaio del 1911 essa poté essere rappresentata presso l'Hofoper di Dresda).
Il testo dell'opera si differenzia in alcune parti dalla prima stesura dell'opera: esso è più breve, alcuni elementi sono mutati d'ordine e modificati, altri sono ampliati in nome della musica.

## Caratteri dell'opera
Fra i motivi più famosi dell'opera ci sono i valzer. Da un punto di vista rigorosamente logico si tratta di una forzatura: nel Settecento il valzer non era ancora di moda; ma dal punto di vista musicale fu una trovata geniale, cui è dovuta in gran parte il fascino dell'opera.

### Il testo
Le figure rappresentano personaggi tipo piuttosto che veri e propri caratteri, come i ruoli della commedia dell'arte italiana. Hofmannstahl prese spunto anche dalla commedia di Molière.
 scrive Hofmannsthal in "Epilogo non scritto al Cavaliere della Rosa (1911)". Hofmannsthal pose l'accento anche sul fatto che il testo non mirava a resuscitare il tempo storico del Rococò, ma piuttosto a trovarsi "alla presenza del passato, più di quanto non si sospetti".

## Trama
L'azione ha luogo nell'ambiente dell'aristocrazia viennese intorno al 1740, nei primi anni del regno dell'imperatrice Maria Teresa. I personaggi principali sono il giovane nobile Octavian; la giovanissima e ricca Sofia, figlia di un borghese, il signore di Faninal, che ha recentemente acquisito il titolo nobiliare; il barone Ochs di Lerchenau, promesso sposo di Sofia, che ancora non conosce; la Marescialla Maria Theresa, principessa di Werdenberg.

### Atto primo
La marescialla si consola delle assenze del marito con il giovane Octavian, divenuto suo amante e che lei chiama "Quinquin". L'opera inizia con la fine della loro notte d'amore. La marescialla si rende conto che le dichiarazioni d'amore del giovane - pur sincere - cadranno se lui incontrerà una giovane di pari età. Octavian se ne va perché ormai è giorno, ed inizia la toeletta della marescialla.
Entrano i servitori per vestirla, il parrucchiere, un tenore che le canta il buon risveglio, dei postulanti e, volgare, grezzo, invadente e presuntuoso, il parente barone Ochs di Lerchenau. Questo spiega, mentre si mette a corteggiare una giovane cameriera, la quale non è niente altro che Octavian travestito in questo modo per allontanarsi senza sospetti, che dovrà sposare una giovane, Sofia, figlia del signor di Faninal; quest'ultimo infatti aspira così a completare la sua introduzione nel bel mondo della nobiltà viennese. A causa della sua infelice figura Ochs desidera che la consegna della "rosa d'argento", la promessa di matrimonio, sia fatta da un bel giovane. La marescialla indica così Octavian: si rende conto di correre un rischio, ma questa le pare la scelta migliore.

### Atto secondo
Nel salone della casa di Herr von Faninal, si attende con grande emozione l'arrivo del cavaliere della rosa: Sophie, la fidanzata, è piena di gratitudine per lo sposo e l'importanza sociale dell'evento in cui è coinvolta, evento che del resto fa scalpore in tutta la città. Ma ecco che arriva la carrozza con il cavaliere, e dal tiro a sei scende Octavian, splendidamente vestito d'argento. Il cerimoniale viene seguito a puntino e la rosa viene consegnata, ma l'incontro fra i due fa scattare una scintilla che potrebbe anche non essere semplice affetto. Inizia fra loro un colloquio formale alla presenza della chaperon, ma, al di là delle formalità, Octavian si accorge che si sta innamorando di Sophie. Arriva ora il padre con il promesso e i due fidanzati vengono presentati ufficialmente; mentre Octavian comincia a soffrire, Ochs si fa subito riconoscere per la sua grossolanità, parlando fra l'altro dei figli illegittimi avuti dalle proprie avventure, mentre la fidanzata comincia a rendersi conto con una certa preoccupazione del futuro che l'aspetta. Quando Ochs comincia ad allungare le mani, Octavian si sente sui carboni ardenti e Sophie si incollerisce, ma il barone prende il rifiuto con la filosofia di chi sa di avere la situazione in pugno. L'arrivo del notaio per firmare le carte allontana l'importuno, e la ragazza, rimasta sola con Octavian, lo prega di aiutarla: i due scoprono così di essere innamorati, e se lo confessano reciprocamente.
Ma durante il loro tête-a-tête vengono sorpresi dai due faccendieri (Valzacchi e Annina) che bloccano i due giovani finché, richiamato dallo strepito, non arriva il barone. In un primo momento si mostra abbastanza tollerante, e non si offende nel sentirsi dire di non essere amato; ma lei si rifiuta anche di firmare l'atto di matrimonio e Octavian arriva ad insultarlo. Ochs finge dapprima indifferenza ma poi è costretto ad estrarre la spada, che maneggia in modo talmente maldestro da ricevere immediatamente una scalfittura al braccio. Il barone è terrorizzato dalla vista del proprio sangue, i due giovani sono disperati, Faninal è costernato e furioso con Octavian che, pur scusandosi con il padrone di casa, non è affatto pentito, e con Sophie che dichiara di non voler più sposare il promesso. Faninal resta solo con il barone, circondandolo di ogni possibile attenzione e dichiarandogli che costringerà la figlia a sposarsi con lui. Mentre si cura con una caraffa del vino di Faninal, Ochs si ripromette la vendetta contro l'insolente giovane. In questa situazione viene raggiunto da Annina che gli porta una lettera della cameriera Mariandel, in cui “la ragazza” gli promette un appuntamento per l'indomani e lui fa preparare la risposta, peraltro senza scucire la minima mancia alla messaggera. Annina perciò giura vendetta.

### Atto terzo

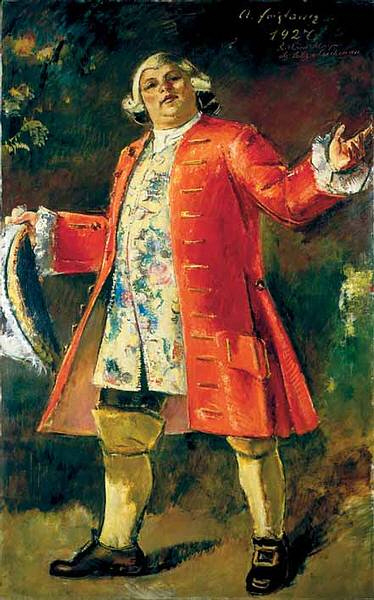
Il baritono Richard Mayr nel ruolo di Ochs

Nella stanza di un albergo. Arriva Octavian vestito da Mariandel e i due paraninfi in un primo momento non lo riconoscono, poi con un sapiente gioco di mimica viene mostrato che c'è in atto un tranello e che le cose non sono come sembrano. Un gran numero di servitori prepara l'incontro, e finalmente arriva anche il barone, ossequiato da tutti. Dopo avere licenziato la servitù, si rivolge a Mariandel, che recita la scena dell'ingenua verginella, ma quando l'avvoltoio si avvicina alla preda rimane basito dalla somiglianza con il detestato Octavian. Dietro le quinte intanto si sta chiudendo la trappola per il barone: appaiono visi nell'ombra e spariscono in modo repentino, tanto che lui pensa addirittura di avere una congestione; la vista della ragazza però di nuovo lo eccita, per sconcertarlo di nuovo con la somiglianza. In questa altalena di sensazioni appare uno sconosciuto e il barone, terrorizzato, chiama e vede arrivare uno stuolo di persone tra cui Annina che lo accusa di tradimento rivendicando i propri diritti sul barone che definisce suo marito.
Ochs, dapprima stupefatto, poi si indigna e alle insistenze di Annina vuole cacciare tutti dalla stanza, ma nel frattempo qualcuno è andato a chiamare Faninal. La bigamia è considerata un crimine molto grave e il barone comincia a sentirsi preso in trappola anche perché ora compaiono in scena dei pargoletti che lo chiamano papà. Finalmente arriva il commissario di polizia e Ochs crede di mettere in chiaro l'equivoco contando sulla propria posizione, ma alle accuse dell'albergatore il commissario non sente ragioni e l'autorità stessa del barone è piuttosto appannata dopo la perdita della parrucca, anche perché i vari testimoni affermano di non riconoscere il nobiluomo. Si fa ora viva Mariandel, e Ochs rischia di essere definito un debosciato seduttore; così dichiara che la ragazza è la sua fidanzata e, messo alle strette, fa il suo nome: Sophie Faninal.
Ma ecco arrivare Faninal in persona e il barone, dopo avere finto di non conoscerlo, cerca senza successo di mandarlo via. Alle domande del commissario, il borghese conferma che l'uomo è suo genero, ma non conferma affatto che la ragazza lì presente sia sua figlia, anzi vuole farla arrestare perché la crede un'imbrogliona che cerca di farsi passare per Sophie che intanto aspetta da basso. Ochs è sempre più frastornato e cercando la parrucca, urta uno dei ragazzini che si mette a chiamarlo papà, con grande scandalo di Faninal. L'arrivo di Sophie completa il caos, ma lo scandalo non la tocca, perché per lei il barone non è nessuno e a questo punto Faninal, vedendo naufragare irrimediabilmente le proprie speranze di acquisire nobiltà, si sente male.
Recuperata la parrucca, il barone ritrova un po' della sua alterigia e cerca di andarsene portandosi via Mariandel, ma gli viene impedito dal commissario e dalla ragazza stessa che rifiuta di andare con lui, anzi chiede di parlare da sola al commissario appartandosi con lui in modo che il barone li veda senza sentire quello che dicono. Dalle cortine del letto dietro cui si trova Mariandel si vedono ora uscire uno alla volta gli indumenti della ragazza, mentre intanto viene annunciato l'arrivo della Marescialla che Ochs accoglie con gioia, convinto che sia venuta a trarlo d'impiccio. Il commissario mostra grandissima deferenza nei confronti della nobildonna che entra senza dire una parola; arriva ora anche Sophie portando un'ambasciata di suo padre, una diffida al barone di accostarsi a meno di cento metri dal loro palazzo. Ochs cerca di discutere, ma la Marescialla gli consiglia di sparire raccogliendo quel che riesce della sua dignità.
Convinto il commissario ad andarsene, tutti si mostrano certi che si tratti di una burla, fuorché Ochs che non se ne vuole andare e allora la Marescialla chiama in causa Octavian che, ormai vestito da uomo, era rimasto nascosto fra le cortine del letto ma ora compare in scena con grande scorno del barone che però è costretto dal suo stesso personaggio a non reagire con violenza alla “mascherata viennese”. Come la Marescialla fa notare più a se stessa che a lui, bisogna ammettere che tutte le cose finiscono e così lui se ne va, pieno di rabbia e deriso da tutti. Restano così soli Sophie, la Marescialla e Octavian: la ragazza è convinta che tutto sia stato una mascherata e che il ragazzo non la ami, e anche Octavian è sconcertato perché le cose sono andate diversamente da come aveva concordato. Ma la Marescialla lo incoraggia a seguire il proprio cuore dichiarando i propri sentimenti alla diffidente Sophie che dapprima si sente derisa; poi però la situazione viene chiarita dall'intervento della nobildonna. I due sono commossi dalla bontà di lei, che con un certo rimpianto si rende conto che è arrivato il momento di rinunciare all'amore tirandosi da parte. I due giovani si dichiarano la propria felicità, alla quale partecipa anche Faninal che alla fine avrà un genero nobile quanto lo desidera.

## Organico orchestrale
La partitura di Strauss prevede l'utilizzo di:
- 3 flauti (III anche ottavino), 2 oboi, corno inglese (anche oboe), 3 clarinetti (III anche clarinetto piccolo), corno di bassetto (anche clarinetto basso), 3 fagotti, (III anche controfagotto)
- 4 corni, 3 trombe, 3 tromboni, basso tuba
- timpani, grancassa e piatti, triangolo, tamburello, glockenspiel, grande raganella, rullante, tamburo tenore, sonagliera, nacchere
- celesta, 2 arpe
- archi (16 violini I, 16 violini II, 12 viole, 10 violoncelli, 8 contrabbassi)

Da suonare internamente:
2 flauti, oboe, 3 clarinetti, 2 fagotti, 2 corni, tromba, tamburo, armonium, pianoforte, archi (5 ottimi solisti, oppure abbondantemente rinforzati, ma non 2 per parte)

## Brani celebri
- Wie du warst! Wie du bist!, Octavian (atto I)
- Di rigori armato, aria del cantante (atto I)
- Da geht er hin, der aufgeblasene schlechte Kerl... Kann mich auch an ein Mädel erinnern, monologo della Marescialla (Atto I)
- Ach, Du bist wieder da!, dialogo Marescialla e Octavian (Atto I)
- Mir ist die Ehre widerfahren... Ich kenn' ihn schon, consegna della rosa (atto II)
- Da lieg' ich... Herr Kavalier, scena di Ochs, (finale atto II)
- Marie Theres!... Hab' mir's gelobt, (Finale atto III)

## Allestimenti famosi
- 1911 – Semperoper, Dresda; la prima esecuzione assoluta: direttore Ernst von Schuch con Max Reinhardt come "regista segreto", scene e costumi di Alfred Roller.
- 1960 - Festival di Salisburgo, direttore Herbert von Karajan, regista Rudolf Hartmann per l'inaugurazione del Großes Festspielhauses.
- 1979 – Bayerische Staatsoper, Monaco, direttore Carlos Kleiber, regista Otto Schenk, scene e costumi di Jürgen Rose.
- 1994 – Opera di Stato di Vienna, direttore Carlos Kleiber, ripresa del vecchio allestimento di Otto Schenk: edizione memorabile, come la precedente, soprattutto per la direzione di Carlos Kleiber e entrambe documentate su DVD.
- 1995 – Festival di Salisburgo, direttore Lorin Maazel, regista Herbert Wernicke.

## Film
La sceneggiatura del primo film su Der Rosenkavalier (film muto) fu dello stesso von Hofmannsthal, con Robert Wiene alla regia. Il film fu presentato in prima all'Haydn-Kino di Vienna il 10 dicembre 1925.
La prima in Germania ebbe luogo il 10 gennaio 1926 all'Opernhaus di Dresda, con l'orchestra diretta da Richard Strauss.
- Der Rosenkavalier, regia Robert Wiene (1925)[2]
- Der Rosenkavalier, regia di Paul Czinner (1962)[3]
- Der Rosenkavalier, regia di Hugo Käch[4]

Oltre a questi film esistono diversi sceneggiati televisivi.

## Discografia parziale
| Anno | Cast (Marescialla, Octavian, Sophie, Barone Ochs, Faninal, Cantante italiano)                               | Direttore           | Etichetta           |
| ---- | --- | ------------------- | ------------------- |
| 1956 | Elisabeth Schwarzkopf, Christa Ludwig, Teresa Stich-Randall, Otto Edelmann, Eberhard Wächter, Nicolai Gedda | Herbert von Karajan | Columbia            |
| 1968 | Régine Crespin, Yvonne Minton, Helen Donath, Manfred Jungwirth, Otto Wiener, Luciano Pavarotti              | Georg Solti         | Decca               |
| 1971 | Christa Ludwig, Gwyneth Jones, Lucia Popp, Walter Berry, Ernst Gustein, Plácido Domingo                     | Leonard Bernstein   | CBS                 |
| 1982 | Anna Tomowa-Sintow, Agnes Baltsa, Janet Perry, Kurt Moll, Gottfried Hornik, Vinson Cole                     | Herbert von Karajan | Deutsche Grammophon |
| 1990 | Kiri Te Kanawa, Anne Sofie von Otter, Barbara Hendricks, Kurt Rydl, Franz Grundheber, Richard Leech         | Bernard Haitink     | EMI                 |

## DVD parziale
- Cavaliere della rosa - Carlos Kleiber/Felicity Lott/Anne Sofie von Otter/Kurt Moll, regia Otto Schenk - 1994 Deutsche Grammophon
- Cavaliere della rosa - Carlos Kleiber/Gwyneth Jones/Manfred Jungwirth/Lucia Popp, regia Otto Schenk - 1979 Deutsche Grammophon
- Cavaliere della rosa - Christian Thielemann/Renée Fleming/Franz Hawlata, regia Herbert Wernicke - 2009 Decca